# Wiesław Ociepka
Wiesław Ociepka (ur. 16 lutego 1922 w Sosnowcu, zm. 28 lutego 1973 w Mostach) – polski prawnik i polityk, działacz komunistyczny i sportowy, minister spraw wewnętrznych w latach 1971–1973, poseł na Sejm PRL VI kadencji.

## Życiorys
Syn Stanisława i Weroniki. Ukończył dwuletnią szkołę partyjną (1953–1955) oraz studia prawnicze na Uniwersytecie Warszawskim.
W czasie II wojny światowej został wywieziony do obozu pracy przymusowej, skąd zbiegł. Od 1945 należał do Polskiej Partii Robotniczej, a następnie do Polskiej Zjednoczonej Partii Robotniczej. W latach 1945–1948 był etatowym pracownikiem Związku Walki Młodych na szczeblu wojewódzkim i centralnym, zaś w 1950 zasiadał we władzach Związku Młodzieży Polskiej.
W 1955 był starszym instruktorem w Wydziale Organizacyjnym Komitetu Centralnego PZPR, a następnie, do 1960, sekretarzem organizacyjnym komitetu wojewódzkiego w Szczecinie. W kolejnych latach pracował w Wydziale Administracyjnym KC PZPR, gdzie pełnił funkcje zastępcy kierownika (1960–1971) i kierownika (1971). W 1964 został zastępcą członka Komitetu Centralnego. Od 22 grudnia 1971 był ministrem spraw wewnętrznych w rządach Piotra Jaroszewicza. W grudniu 1971 został również członkiem KC PZPR. Od marca 1972 był posłem na Sejm PRL VI kadencji. W latach 1960–1965 był wiceprezesem, a od 1965 do 1972 prezesem Polskiego Związku Piłki Nożnej.
W lutym 1973 pod Szczecinem, z powodu oblodzenia, rozbił się polski wojskowy samolot transportowy An-24. Leciały nim delegacje rządowe Polski i Czechosłowacji. Najwyższym rangą spośród 18 ofiar katastrofy był Wiesław Ociepka.

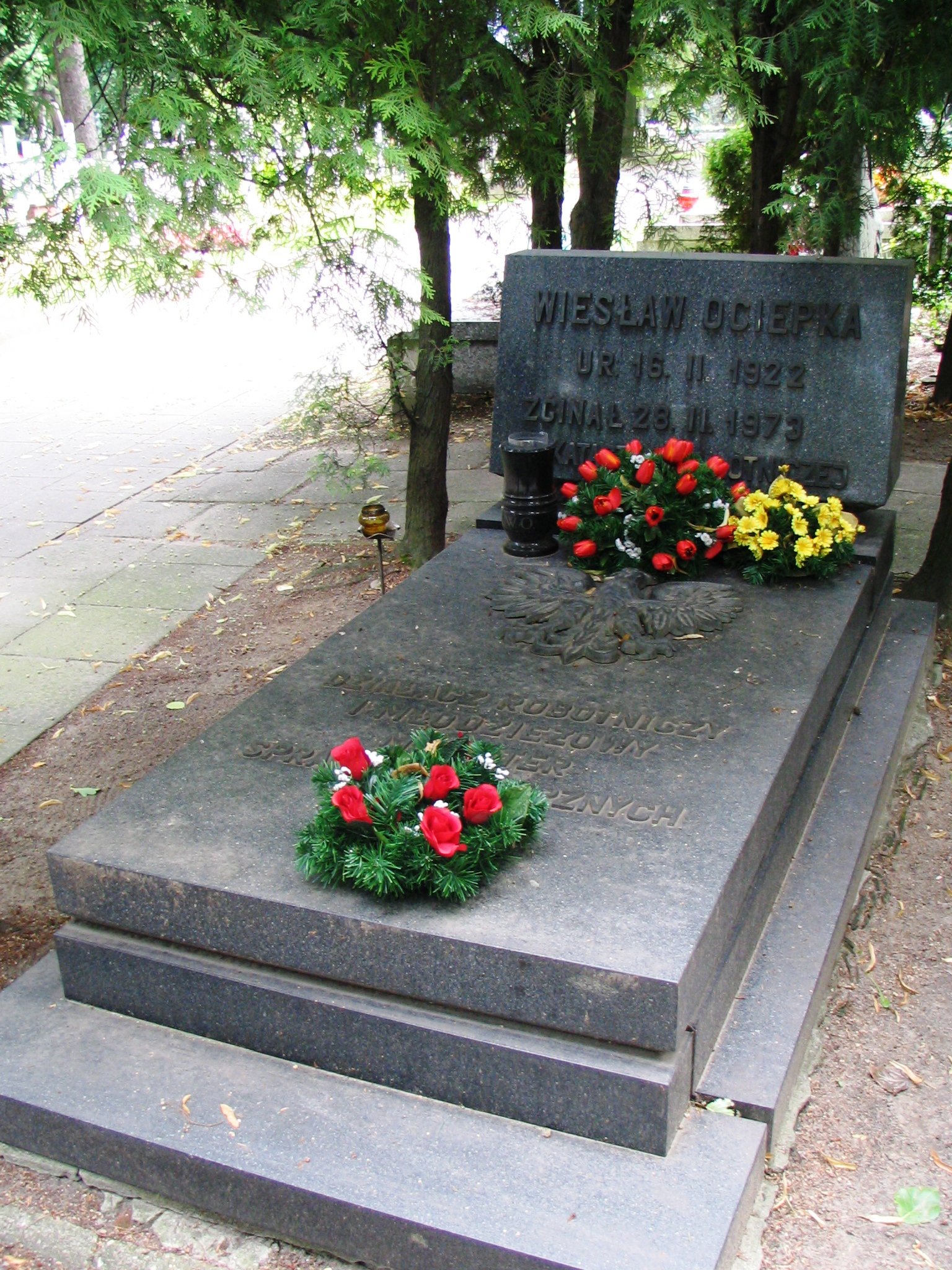
Grób Wiesława Ociepki na Powązkach; Warszawa, 23 lipca 2008

Został pochowany 3 marca 1973 na cmentarzu Wojskowym na Powązkach w Warszawie (kwatera 29A-półkole II-1). W uroczystościach pogrzebowych wzięli udział m.in. Edward Gierek, Henryk Jabłoński i Piotr Jaroszewicz.
Był żonaty z Alicją z Szamotów (1918–2017), z którą miał dwóch synów.

## Ordery i odznaczenia
- Order Sztandaru Pracy I klasy (1969)[6]
- Krzyż Komandorski z Gwiazdą Orderu Odrodzenia Polski (pośmiertnie, 1973)
- Order Sztandaru Pracy II klasy (1964)[7]
- Krzyż Oficerski Orderu Odrodzenia Polski (19 lipca 1954)[8]
- Srebrny Krzyż Zasługi (dwukrotnie: 12 kwietnia 1946[9], 13 lipca 1946[10])
- Medal 10-lecia Polski Ludowej (1955)
- Odznaka „Zasłużony Działacz Kultury Fizycznej” (1963)[11]
- Złote Odznaczenie im. Janka Krasickiego (1958)[12]
- Honorowa Odznaka 30-lecia PPR (1972)[13]
- Medal „100-lecia sportu polskiego” (1969)[14]